# André Nocquet
André Nocquet (* 30. Juli 1914 in Prahecq im Département Deux-Sèvres; † 12. März 1999) war ein französischer Aikidō-Lehrer (8. Dan).
Nocquet praktizierte seit 1938 unter Mikonosuke Kawaishi Judo (bis zum 4. Dan). In Frankreich begann er mit Aikidō bei Mochizuki Minoru und danach bei Tadashi Abe, auf dessen Empfehlung er 1955 nach Japan ging, um im Hombu-Dōjō als Schüler (Uchideshi) von Ueshiba Morihei zu lernen.
Nach seiner Rückkehr nach Europa unterrichtete er dort Aikidō.
André Nocquet war Gründer und Präsident der Europäischen Aikido-Union und einer der prägenden Lehrer von Rolf Brand und Erhard Altenbrandt.
Nocquet hatte nach Gerd Wischnewski einen maßgeblichen Einfluss auf die technische Entwicklung des Deutschen Aikido-Bundes, dessen Ehrenpräsident er bis zu seinem Tode war.
Sein Schüler John Emmerson (5. Dan) begründete mit Nocquets Erlaubnis die Stilrichtung D.A.N. (Dynamic Aikido Nocquet).
In Frankreich haben sich einige seiner Schüler zur Groupe Historique Aïkido André Nocquet zusammengeschlossen.
Klaus D. Chudziak, ab 1971 ein Schüler von Meister Nocquet, gründete die Ishin-Denshin-Ryû - Aikido André Nocquet, in der einige Dane aus deutschen und österreichischen Vereinen organisiert sind.

## Werke
- Der Weg des AIKI-DO. Gegenwart und Botschaft von O-Sensei Morihei UYESHIBA. 3. Auflage. Kristkeitz, Berlin 1981, ISBN 3-921508-08-8.
- Le cœur Épée (frz. „Schwertherz“)
- Zen et Aiki ne Font Qu'un (frz. „Zen und Aiki sind eins“)